# Світова база даних про нерівність
Світова база даних про нерівність (англ. World Inequality Database (WID), раніше The World Wealth and Income Database), також відома як WID.world, є відкритою і доступною базою даних «про історичну еволюцію світового розподілу доходів і багатства, як всередині країн, так і між країнами". Всесвітня лабораторія нерівності має на меті сприяти дослідженням динаміки глобальної нерівності. Її завданнями є створення Всесвітньої бази даних про нерівність, підготовка аналізу динаміки глобальної нерівності та поширення її в публічних дебатах.
Лабораторія працює в тісній координації з міжнародною мережею дослідників (понад 100 вчених, що охоплюють майже 70 країн), які роблять внесок у базу даних, розширюючи дані як про розподіл доходів і багатства, так і про розподіл різних форм капітальних активів у аналізованих країнах.
Перша WID, поміщена в репозиторій з відкритим вихідним кодом у вересні 2013 року, була складена Факундо Альваредо, Ентоні Б. Аткінсоном, Томасом Пікетті, Еммануелем Саезом і Габріелем Зукманом.
Звіт про світову нерівність – це звіт Всесвітньої лабораторії нерівності при Паризькій школі економіки, який надає оцінки глобальної нерівності доходів і багатства на основі останніх висновків, зібраних Всесвітньою базою даних нерівності (WID). WID є базою даних з відкритим вихідним кодом, яка є частиною міжнародних спільних зусиль понад 100 дослідників на п'яти континентах. Звіт про світову нерівність включає дискусії щодо потенційних майбутніх академічних досліджень, а також контент, корисний для публічних дебатів та політики, пов'язаної з економічною нерівністю. Перший звіт під назвою «Звіт про світову нерівність 2018», який був оприлюднений 14 грудня 2017 року в Паризькій школі економіки під час першої WID.world конференції, був складений Факундо Альваредо, Лукасом Шансселем, Томасом Пікетті, Еммануелем Саезом та Габріелем Зукманом на основі даних WID. [8] У 300-сторінковому звіті застерігається, що з 1980 року в усьому світі збільшилася прірва між багатими і бідними. У Європі зростання нерівності зростало більш помірними темпами, тоді як у Північній Америці та Азії зростання було швидким. На Близькому Сході, Африці та в Бразилії нерівність доходів не збільшувалася, але залишалася на дуже високому рівні.
Звіт про нерівність у світі за 2022 рік був опублікований 7 грудня 2021 року. [9] Протягом чотирьох років його координували експерти з економіки та нерівності Лукас Шанссель, Томас Пікетті, Еммануель Саез та Габріель Зукман.